# Bolschije Uki
Bolschije Uki (russisch Больши́е Уки́) ist ein Dorf (selo) in der Oblast Omsk in Russland mit 4157 Einwohnern (Stand 14. Oktober 2010).

## Geographie
Der Ort liegt etwa 225 km Luftlinie nordnordwestlich des Oblastverwaltungszentrums Omsk im Westsibirischen Tiefland. Er befindet sich am Zusammenfluss von Bolschoi Uk (Großem Uk) und Maly Uk (Kleinem Uk) zum Uk, der einige Kilometer nördlich in den linken Oscha-Nebenfluss Bolschoi Ajow mündet.
Bolschije Uki ist Verwaltungszentrum des Rajons Bolscheukowski sowie Sitz und einzige Ortschaft der Landgemeinde Bolscheukowskoje selskoje posselenije.

## Geschichte
Der Ort entstand 1735 unter dem Namen Rybino (später auch Rybinskoje) zunächst als Siedlung für Verbannte am ursprünglichen Verlauf des Moskauer Traktes über Tara, der später begradigt wurde und weiter südlich über Tjukalinsk – Omsk verlief. 1782 wurde das Dorf Sitz einer Wolost, am 25. Mai 1925 Zentrum des nach ihm benannten Rybinski rajon. Im Juni 1933 erhielten Dorf und Rajon ihre heutigen Namen, nach den dortigen Flüssen (etwa „Große Uks“, in der Pluralform).

### Bevölkerungsentwicklung
| Jahr | Einwohner |
| ---- | --------- |
| 1897 | 1097      |
| 1939 | 2238      |
| 1959 | 2895      |
| 1970 | 3575      |
| 1979 | 4766      |
| 1989 | 5719      |
| 2002 | 4384      |
| 2010 | 4157      |

Anmerkung: Volkszählungsdaten

## Verkehr
Nach Bolschije Uki führt die Regionalstraße 52K-30, die im etwa 120 km südlich gelegenen Tjukalinsk von der föderalen Fernstraße R402 Tjumen – Omsk abzweigt. Von Bolschije Uki nach Norden verläuft die 52K-6 ins nördlich benachbarte Rajonzentrum Tewris am gut 60 km entfernten Irtysch und der ihm folgenden 52K-17 Tara – Ust-Ischim, sowie den Bolschoi Ajow zunächst in nordöstlicher Richtung abwärts die 52K-5, die westlich von Snamenskoje ebenfalls die 52K-17 erreicht. Die nächstgelegene Bahnstation befindet sich im 175 km entfernten Nasywajewsk an der Transsibirischen Eisenbahn, das über Tjukalinsk erreicht werden kann.